# Maglajani
Maglajani är ett samhälle i Bosnien och Hercegovina.   Det ligger i entiteten Republika Srpska, i den norra delen av landet, 150 km nordväst om huvudstaden Sarajevo. Maglajani ligger 112 meter över havet och antalet invånare är 4 221.
Terrängen runt Maglajani är platt.Närmaste större samhälle är Trn, 13,6 km sydväst om Maglajani. 
Omgivningarna runt Maglajani är en mosaik av jordbruksmark och naturlig växtlighet. Runt Maglajani är det ganska tätbefolkat, med 67 invånare per kvadratkilometer.